# Bilheteira dos cinemas em Portugal em 2021
Lista com o valor das receitas em euros (€) e o número de espetadores dos principais filmes lançados nos cinemas em Portugal, no ano de 2021.

## Filme com maior receita bruta em cada semana
| #    | Semana                         | Filme                                                   | Receita bruta                                           | Espetadores                                             |
| ---- | ------------------------------ | ------------------------------------------------------- | ------------------------------------------------------- | ------------------------------------------------------- |
| 1    | 31 de dezembro — 6 de janeiro  | Mulher-Maravilha 1984                                   | 26 491,34 €                                             | 4,417                                                   |
| 2    | 7 — 13 de janeiro              | Mulher-Maravilha 1984                                   | 22 109,53 €                                             | 3,698                                                   |
| 3-16 | 14 de janeiro - 21 de abril    | Sem números, cinemas fechados pela pandemia de COVID-19 | Sem números, cinemas fechados pela pandemia de COVID-19 | Sem números, cinemas fechados pela pandemia de COVID-19 |
| 17   | 22 — 28 de abril               | Nomadland - Sobreviver na América                       | 74 509,50 €                                             | 13,311                                                  |
| 18   | 29 de abril — 5 de maio        | Nomadland - Sobreviver na América                       | 77 067,05 €                                             | 13,518                                                  |
| 19   | 6 - 12 de maio                 | Godzilla vs. Kong                                       | 91 037,39 €                                             | 14,802                                                  |
| 20   | 13 — 19 de maio                | Tom & Jerry: O Filme                                    | 57 901,43 €                                             | 11,017                                                  |
| 21   | 20 — 26 de maio                | Um Homem Furioso                                        | 64 248,88 €                                             | 11,372                                                  |
| 22   | 27 de maio — 2 de junho        | Um Lugar Silencioso 2                                   | 110 713,32 €                                            | 18,606                                                  |
| 23   | 3 — 9 de junho                 | The Conjuring 3: A Obra do Diabo                        | 188 830,66 €                                            | 31,136                                                  |
| 24   | 10 — 16 de junho               | The Conjuring 3: A Obra do Diabo                        | 109 911,35 €                                            | 19,045                                                  |
| 25   | 17 — 23 de junho               | O Guarda-Costas e a Mulher do Assassino                 | 107 247,20 €                                            | 18,294                                                  |
| 26   | 24 — 30 de junho               | Velocidade Furiosa 9                                    | 695 757,70 €                                            | 118,034                                                 |
| 27   | 1 — 7 de julho                 | Velocidade Furiosa 9                                    | 514 905,67 €                                            | 86,630                                                  |
| 28   | 8 — 14 de julho                | Viúva Negra                                             | 302 921,25 €                                            | 50,659                                                  |
| 29   | 15 — 21 de julho               | Viúva Negra                                             | 137 103,31 €                                            | 23,135                                                  |
| 30   | 22 — 28 de julho               | Velocidade Furiosa 9                                    | 120 417,93 €                                            | 21,300                                                  |
| 31   | 29 de julho — 4 de agosto      | D'Artacão e os Três Moscãoteiros - O Filme              | 158 080,14 €                                            | 30,670                                                  |
| 32   | 5 — 11 de agosto               | O Esquadrão Suicida                                     | 350 613,91 €                                            | 58,534                                                  |
| 33   | 12 — 18 de agosto              | O Esquadrão Suicida                                     | 208 891,04 €                                            | 35,844                                                  |
| 34   | 19 - 25 de agosto              | Free Guy: Herói Improvável                              | 187 432,24 €                                            | 31,536                                                  |
| 35   | 26 de agosto - 1 de setembro   | Boss Baby: Negócios de Família                          | 166 613,15 €                                            | 32,426                                                  |
| 36   | 2 — 8 de setembro              | Shang-Chi e a Lenda dos Dez Anéis                       | 361 158,45 €                                            | 59,582                                                  |
| 37   | 9 — 15 de setembro             | Shang-Chi e a Lenda dos Dez Anéis                       | 245 098,90 €                                            | 40,919                                                  |
| 38   | 16 — 22 de setembro            | Shang-Chi e a Lenda dos Dez Anéis                       | 137 825,07 €                                            | 23,032                                                  |
| 39   | 23 — 29 de setembro            | Shang-Chi e a Lenda dos Dez Anéis                       | 114 854,15 €                                            | 23,470                                                  |
| 40   | 30 de setembro — 6 de outubro  | 007 - Sem Tempo para Morrer                             | 1 147 061,62 €                                          | 186,026                                                 |
| 41   | 7 — 13 de outubro              | 007 - Sem Tempo para Morrer                             | 512 423,96 €                                            | 83,943                                                  |
| 42   | 14 - 20 de outubro             | Venom: Tempo de Carnificina                             | 497 824,78 €                                            | 82,781                                                  |
| 43   | 21 — 27 de outubro             | Dune                                                    | 463 958,12 €                                            | 70,754                                                  |
| 44   | 28 de outubro — 3 de novembro  | Dune                                                    | 414 875,13 €                                            | 64,292                                                  |
| 45   | 4 — 10 de novembro             | Eternals                                                | 436 033,53 €                                            | 70,930                                                  |
| 46   | 11 — 17 de novembro            | Eternals                                                | 240 990,20 €                                            | 40,167                                                  |
| 47   | 18 — 24 de novembro            | Eternals                                                | 162 402,15 €                                            | 27,150                                                  |
| 48   | 25 de novembro - 1 de dezembro | Casa Gucci                                              | 266 190,57 €                                            | 46,851                                                  |
| 49   | 2 - 8 de dezembro              | Cantar! 2                                               | 173 806,33 €                                            | 33,316                                                  |
| 50   | 9 - 15 de dezembro             | Encanto                                                 | 96 908,76 €                                             | 18,710                                                  |
| 51   | 16 — 22 de dezembro            | Homem-Aranha: Sem Volta a Casa                          | 1 905 957,07 €                                          | 313,484                                                 |
| 52   | 23 — 29 de dezembro            | Homem-Aranha: Sem Volta a Casa                          | 583 116,67 €                                            | 97,172                                                  |